# Henri van Cuyk
Henri van Cuyk conosciuto anche come Hendrik van Cuyk o con il nome latinizzato Henricus Cuyckius (Culemborg, 1546 – Roermond, 9 ottobre 1609) è stato un vescovo cattolico e umanista olandese.

## Biografia
Henri van Cuyk studiò discipline umanistiche alla famosa Hiëronymusschool di Utrecht con Giorgio Macropedio; andò a Lovanio con il fratello Cornelio, e studiò prima presso il collegio dei Gesuiti e in seguito all'Università. Si laureò in filosofia a Lovanio nel 1566. Proseguì gli studi presso la stessa università, conseguendo un baccellierato in teologia.
Insegnò teologia presso i canonici regolari di San Martino e, nel 1572, divenne professore di filosofia morale all'Università di Lovanio, posizione che tenne per quattordici anni. A Lovanio conseguì un dottorato in teologia. Nel 1589 fu nominato vicario episcopale dell'arcivescovo di Malines nel distretto di Lovanio. Fu decano della collegiata di San Pietro a Lovanio e nel 1596 fu nominato vescovo di Roermond.
Nell'autunno del 1599 andò in pellegrinaggio a Roma in occasione del Giubileo del 1600. A Neustadt, in Baviera, fu arrestato dal governo protestante e tenuto prigioniero per diversi giorni. Arrivò a Roma il 10 novembre. Il 22 febbraio tornò a Roermond.
Nel 1603 scrisse ai cattolici della sua città natale, Culemborg, una lettera per esortarli a resistere alle persecuzioni subite dai protestanti e a perseverare nella loro fede, ricordando loro le persecuzioni subite dai primi cristiani. Nel 1607 fu in grado di ottenere sgravi fiscali dagli arciduchi a Bruxelles per le città della provincia della Gheldria. Nello stesso anno fondò un collegio a Roermond gestito da gesuiti e donò a questa scuola il suo palazzo, con il permesso di utilizzarlo anche dopo la sua morte. Nello stesso anno scrisse un catechismo per bambini. Nel 1609 morì di infarto e fu sepolto nella cattedrale di San Cristoforo.

## Opere
Van Cuyk scrisse alcuni discorsi, diverse lettere e vari sermoni. Curò e annotato un'importante edizione critica delle opere di Giovanni Cassiano, pubblicata da Christophe Plantin ad Anversa nel 1578. Esistevano alcune edizioni più antiche degli scritti di Cassiano, ma erano tutte molto difettose. L'edizione di van Cuyck, intrapresa su suggerimento del cardinal Carafa, era di gran lunga superiore alle precedenti. In latino pubblicò lo Speculum concubinariorum, dura polemica contro il clero concubinario e due orazioni, una contro i libri pericolosi e una contro la politica.

## Opere (selezione)
- (LA) Henri van Cuyk, D. Ioannis Cassiani Eremitæ Monasticarum Institutionum libri IIII. De Capitalibus vitiis libri VIII. Collationes SS. Patrum XXIIII. De Verbi Incarnatione libri VII, Antverpiae, ex officina Christophori Plantini, 1578. URL consultato il 25 maggio 2019.
- (LA) Henri van Cuyk, Panegyricae orationes septem, Lovanii, ex officina Iacobi Heybergij, 1596. URL consultato il 25 maggio 2019.
- (LA) Henri van Cuyk, Ad Mauritium Comitem Nassauium parænetica epistola, Lovanii, apud Ioannem Masium, 1601. URL consultato il 25 maggio 2019.
- (LA) Henri van Cuyk, Speculum concubinariorum, Lovanii, apud Ioannem Masium, 1601. URL consultato il 25 maggio 2019.

## Genealogia episcopale
La genealogia episcopale è:
- Cardinale Juan Pardo de Tavera
- Cardinale Antoine Perrenot de Granvelle
- Vescovo Frans van de Velde
- Arcivescovo Louis de Berlaymont
- Vescovo Maximilien Morillon
- Vescovo Pierre Simons
- Arcivescovo Matthias Hovius
- Vescovo Henri van Cuyk